# Echinophthirius horridus
Echinophthirius horridus är en insektsart som först beskrevs av Von Olfers 1816.  Echinophthirius horridus ingår i släktet Echinophthirius och familjen sällöss. Inga underarter finns listade i Catalogue of Life.